# Поддержки в фигурном катании
Подде́ржки — необходимые элементы в парном фигурном катании и танцах на льду. Они также исполняются и на соревнованиях по синхронному фигурному катанию как часть обязательной программы. Во время исполнения поддержки разрешается смена позиции партнёрши, но акробатика на соревнованиях запрещена.

## Поддержки в танцах на льду
Танцевальная поддержка  — движение, во время которого один из партнёров поднимает другого партнёра с активной или пассивной помощью другого партнёра на любую допустимую высоту и удерживает его там, а затем опускает на лед.
Количество оборотов и смен позиций во время поддержки не ограничено. Поддержки должны использоваться для отражения акцентов и характера избранной музыки. Они должны исполняться в элегантной манере, без выраженных усилий,
без неуклюжих и неэстетичных поз и движений.

### Типы поддержек
Поддержки подразделяются на следующие типы:
Короткие поддержки — длительность этих поддержек не должна превышать шести (7) секунд:
- a) Stationary Lift (поддержка на месте) — поддержка, при исполнении которой поднимающий партнёр остается на одном месте (без продвижения по площадке), при этом он может вращаться.
- b) Straight Line Lift (поддержка по прямой линии) — поддержка, при исполнении которой поднимающий партнёр скользит по прямой линии в любой позиции на одной или двух ногах.
- c) Curve Lift (поддержка по дуге) — поддержка, при исполнении которой поднимающий партнёр скользит по одной дуге в любой позиции на одной или двух ногах.
- d) Rotational Lift (вращательная поддержка) — поддержка, при исполнении которой поднимающий партнёр, скользя (продвигаясь по льду), вращается в одном из направлений (по или против часовой стрелки).

Длинные поддержки — длительность этих поддержек не должна превышать двенадцати (12) секунд:
- e) Reverse Rotational Lift (поддержка с вращением в обе стороны) — поддержка, при исполнении которой поднимающий партнёр, скользя (продвигаясь по льду), вращается сначала в одном, а затем в другом направлении.
- f) Serpentine Lift (поддержка серпантин) — поддержка, при исполнении которой поднимающий партнёр скользит по двум разным дугам, приблизительно одинаковым по крутизне (глубине) и продолжительности. Изменение направления движения может осуществляться посредством поворота не более, чем в ½ оборота. Рисунок должен иметь форму “S”.
- g) Combination Lift (комбинированная поддержка) — поддержка, состоящая из двух или более поддержек типов a), b), c) или d).

### Запрещённые элементы в танцевальных поддержках
Следующие движения и/или позы не разрешаются во время исполнения поддержек и будут определены как «Запрещённые Элементы»:
- поднимающая рука (руки) партнёра подняты выше головы*;
- лежать или сидеть на голове партнёра;
- сидеть или стоять на спине или плечах партнёра;
- партнёрша в позе шпагат вниз головой (угол между бёдрами больше 45°)**;
- вращать партнёршу вокруг себя, держа её только конёк (коньки), ботинок (ботинки) или ногу (ноги) и/или держа за руку(руки) с полностью выпрямленными руками у обоих партнёров.

 * — поддержка не будет рассматриваться как Запрещённый Элемент, если:
- место контакта поднимающей руки поднимающего партнёра с любой частью тела поднимаемого партнёра не удерживается выше головы поднимающего партнёра;
- поднимающая рука, которая используется только для поддерживания или балансирования или которая касается любой части тела поднимаемого партнёра, не удерживается поднимающим партнёром в этом положении более 2-х секунд.

** — короткое (проходящее) движение через позу шпагат вниз головой (с любым углом между бёдрами) разрешается при условии, что это положение не удерживается или оно используется только для смены позы.

### Типы движений в поддержке
- a) Crouch (Присяд) – движение, при котором фигурист скользит на двух ногах с согнутыми коленями (угол между бедром и голенью опорной ноги не больше 90°).
- b) Ina Bauer – движение, при котором фигурист скользит по льду на двух ногах (конёк одной ноги скользит вперёд, а другой ноги назад). Следы от коньков обеих ног должны быть параллельны.
- c) Lunge (Выпад) – движение, при котором фигурист скользит по льду с одной ногой, согнутой в колене (угол между бедром и голенью не более 90°) и другой ногой, вытянутой сзади, ботинок или конёк которой находится на льду.
- d) Pivot (Циркуль) – движение на двух ногах, когда конёк одной ноги установлен на зубцах в точке, являющейся центром, а конёк другой ноги скользит вокруг по дуге.
- e) Shoot the Duck («Пистолетик») – движение, в котором фигурист скользит на одной ноге, согнутой в колене, а другая нога вытянута вперёд параллельно льду.
- f) Spread Eagle (Кораблик) – движение по дуге на двух ногах, в котором одна нога фигуриста скользит по дуге вперёд, а другая нога скользит по той же дуге назад (это движение может исполняться на наружных или внутренних рёбрах).

### Галерея поддержек

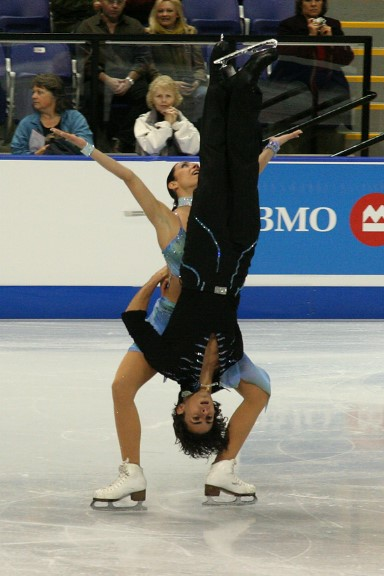
Reverse Lift
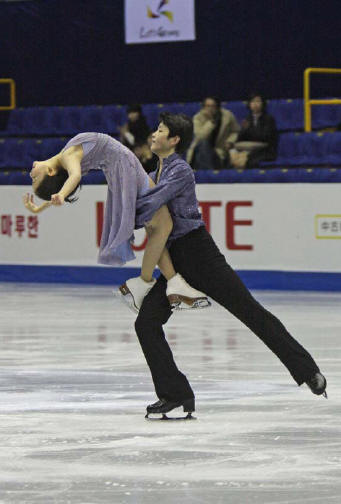
Straight-line lift
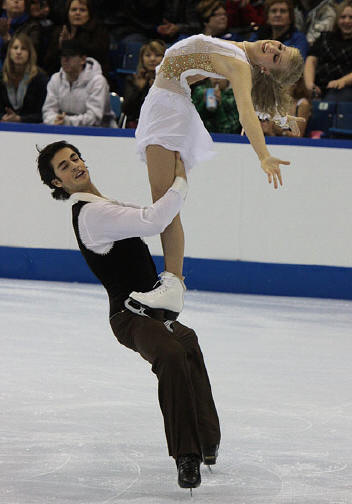
Curve lift
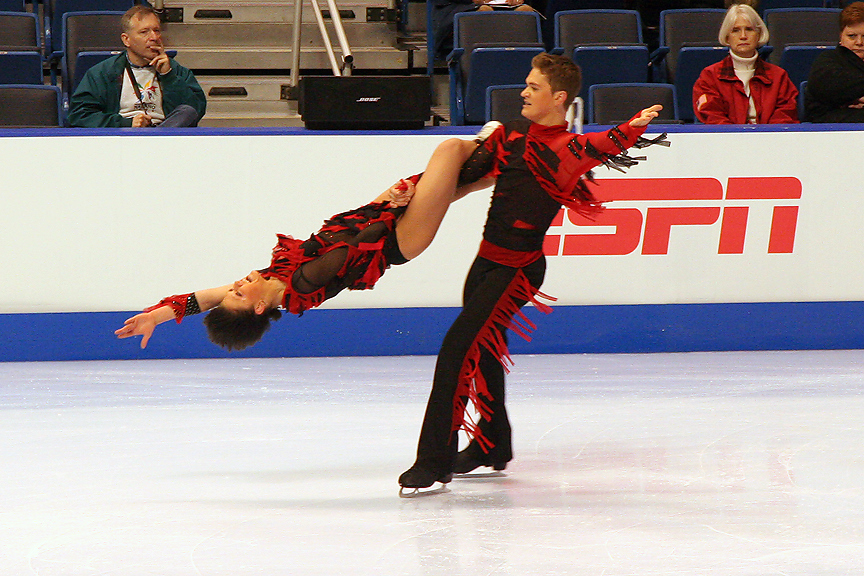
Rotational lift
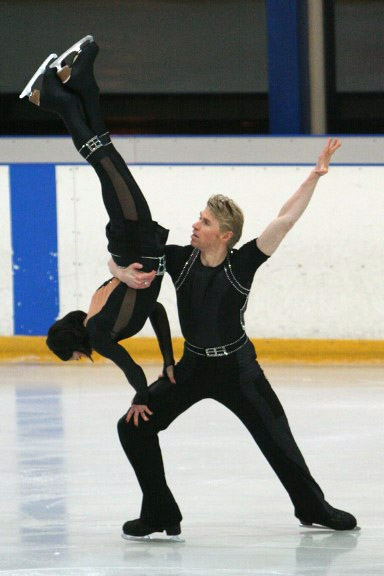
Ina Bauer
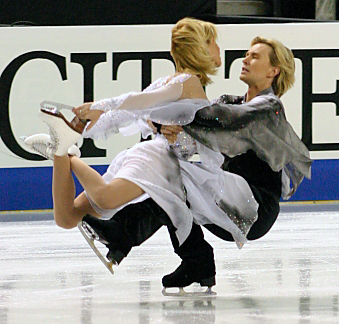
Straight line lift.Shoot the duck.
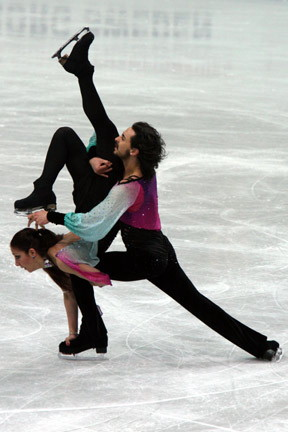
Straight-line lift. Lunge
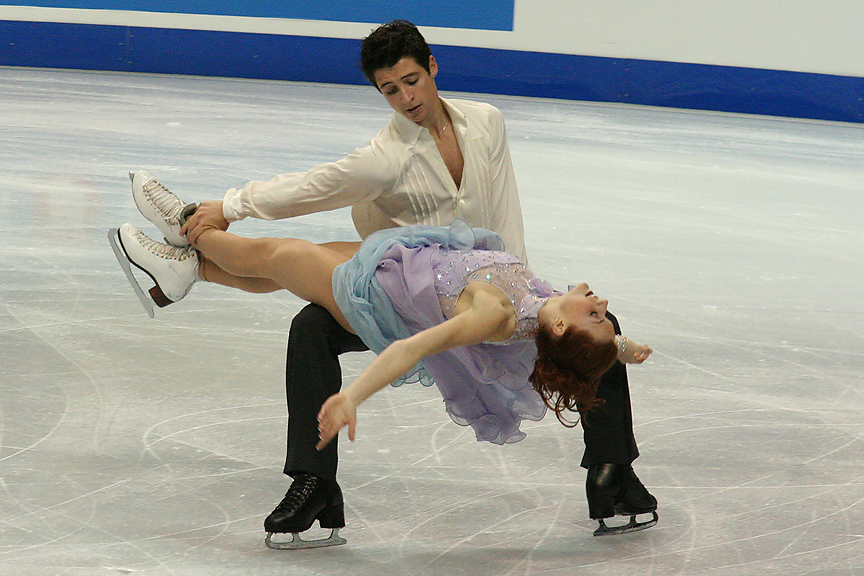
Spread Eagle

## Поддержки в парном катании
Поддержка — совместное движение партнеров, при котором партнер, используя прыжок партнерши, поднимает её выше уровня плечевого пояса за руки, под мышку, за талию или бедро. Подъемы партнерши до уровня плечевого пояса не считаются поддержкой.
Это один из наиболее травмоопасных элементов парного катания: сотрясения мозга, вызванные падениями с поддержек и бросков, составляют до 33 % от общих травм.
Поддержки различаются по исходному взаимному положению партнеров, хвату в начальной стадии подъема, способу отталкивания партнерши ото льда, положению партнерши в упоре, способу спуска, по количеству поворотов партнера. Одна или обе руки партнеров, в зависимости от разновидностей поддержки, должны быть вытянуты. Поддержки выполняются из положения бок о бок, друг за другом, друг против друга. Успешное выполнение поддержки зависит от прыжка партнерши и подъема её партнером, быстроты принятия партнершей положения упора, вертикальности и жесткости системы партнер — партнерша и от координации движений при опускании партнерши на лед.
Фазовая структура поддержек включает разбег — для приобретения скорости; подготовку к отталкиванию, когда партнеры принимают необходимое положение всех звеньев тела; активное отталкивание партнерши и жим партнера; вращение партнерши в воздухе в определенном хвате с партнером и продвижение партнера по ледовой поверхности с поворотами; опускание партнерши на лед без вращения вокруг себя с сохранением хвата или с вращением вокруг поперечной оси и другие варианты; выезд из поддержки.

### Типы поддержек
Поддержки различаются по сложности на 5 групп. Сложность определяется хватом (группы перечислены в порядке возрастания их сложности от более простых к более сложным, однако группы 3 и 4 имеют одинаковую сложность):
- Группа 1 — позиция с хватом за подмышку
- Группа 2 — позиция с хватом за талию
- Группа 3 — позиция с хватом за бедро
- Группа 4 — позиция с хватом “кисть – кисть” (жимовые поддержки)
- Группа 5 — позиция с хватом “кисть – кисть” (поддержки типа Лассо). Поддержки типа Аксель Лассо (Side by Side Lasso) и обратное Лассо (Reverse Lasso) считаются наиболее сложными.

В любой группе хват одной рукой может увеличивать сложность поддержки. Минимум два (2) оборота партнерши, и минимум один (1) и максимум три с половиной (3 ½) оборота партнера.

### Галерея поддержек

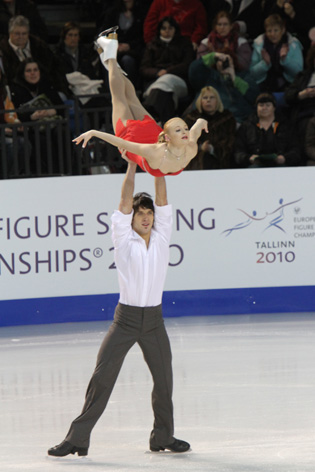
М. Мухортова и М. Траньков
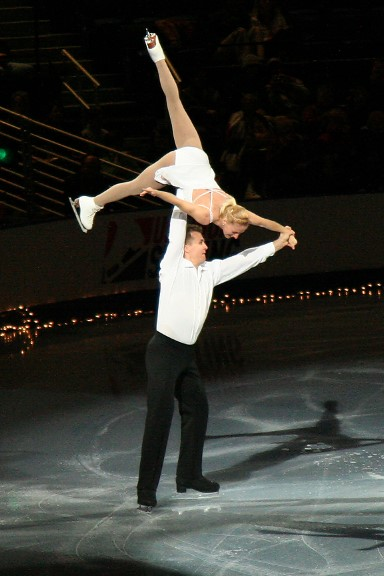
Д. Сюдек и М. Сюдек
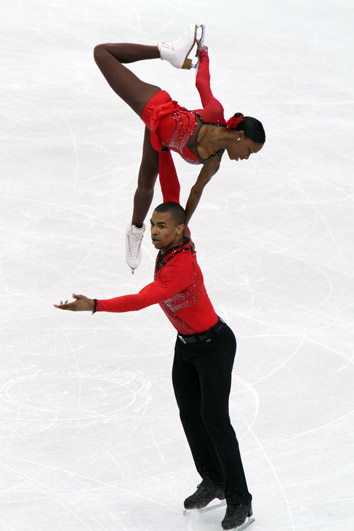
В. Джеймс и Я. Бонер
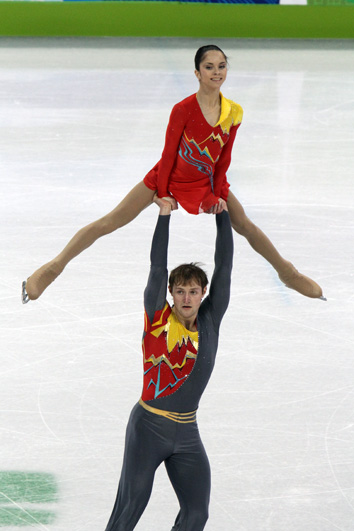
В. Базарова и Ю. Ларионов
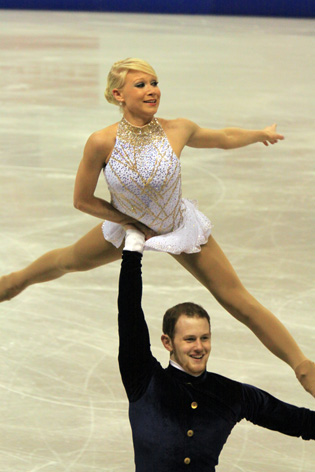
К. Янкоускас и Д. Кафлин
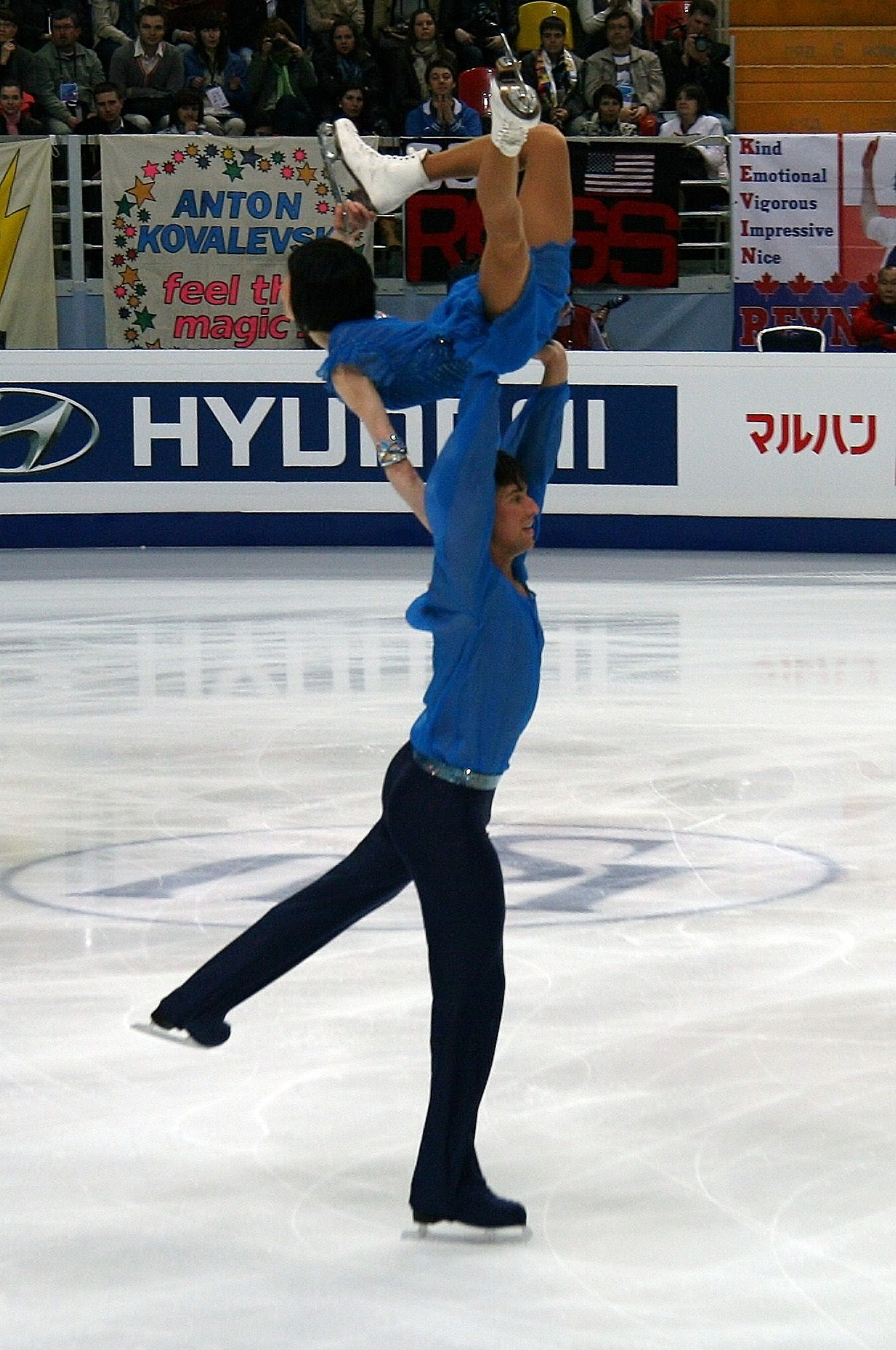
Ю. Кавагути и А. Смирнов
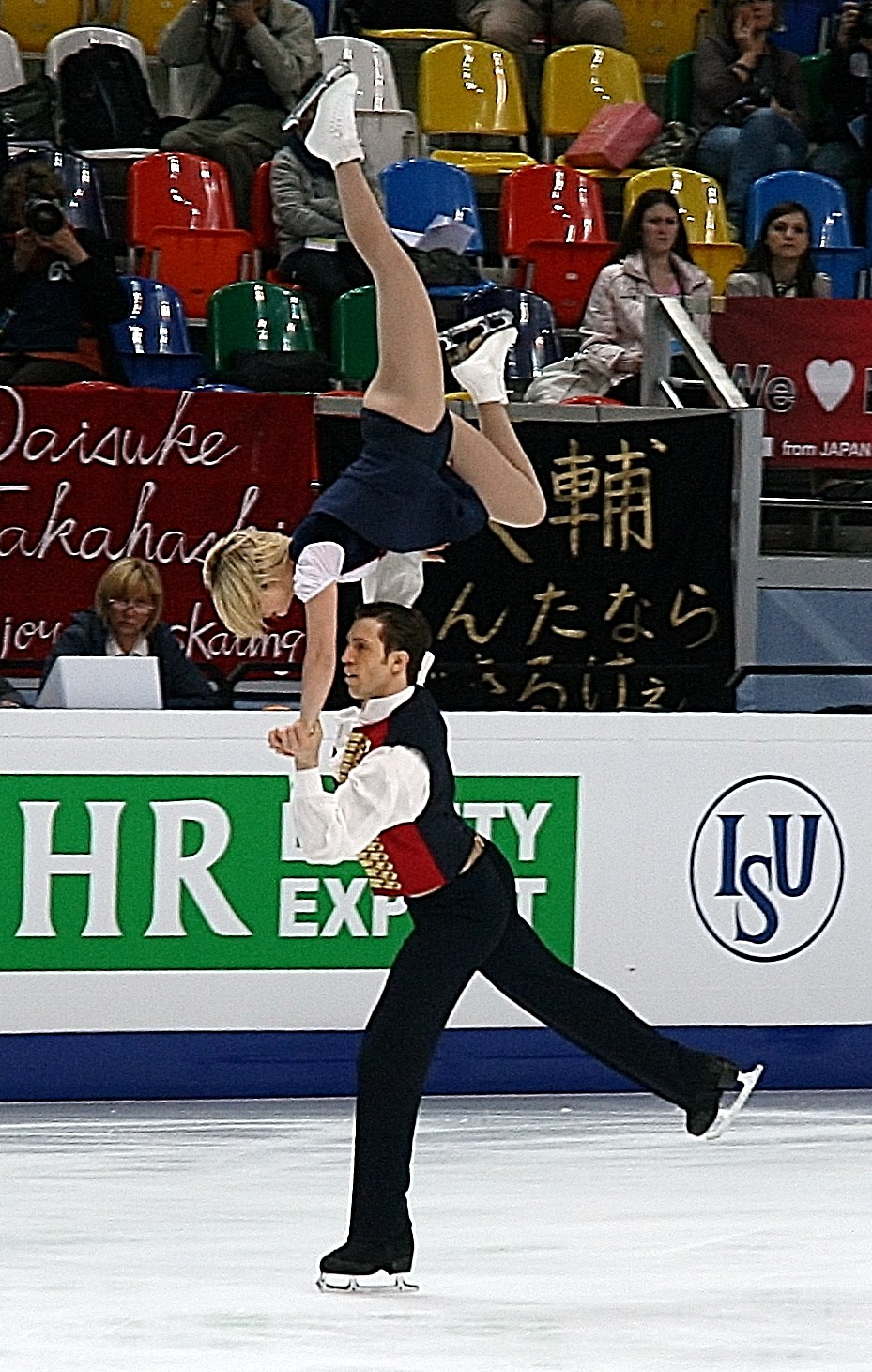
К.Мур-Тауэрс и Д.Москович
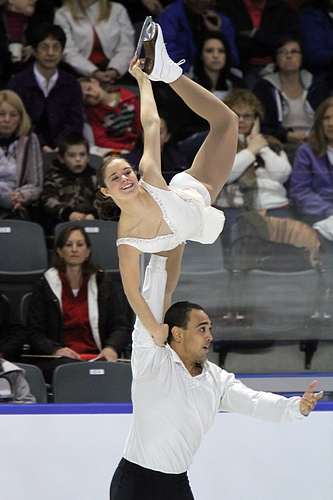
Б. Симпсон и Н. Миллер